# 보관장
보관장(일본어: 宝冠章 호칸쇼[*], 영어: Order of the Precious Crown)은 일본의 훈장 가운데 하나이다. 1888년(메이지 21년)에 서보장과 함께 제정되었는데, 초기에는 훈일등에서 훈오등까지 밖에 없었으나 1896년에 8등급이 되었다. 여성에게 수여되는 훈장으로 황족 여성에게 수여하였던 특수한 훈장이다. 훈장의 모양은 고대 여제(女帝)의 관을 본뜬 보관(宝冠)을 중심으로, 주위에는 진주와 대나무 가지, 벚나무 꽃과 잎을 배치하였다. 문채(章)와 수(綬)를 연결하는 꼭지는 고대 궁정 여관의 의복 무늬였다고 전해지는 오동나무, 모란, 나비, 등나무, 살구, 물결 문양의 형상으로 이루어졌다.

## 등급
| 명칭                    | 과거 훈등 및 명칭            | 비고                                                                   |
| ----------------------- | ---------------------------- | ---------------------------------------------------------------------- |
| 보관대수장 (宝冠大綬章) | 훈일등 보관장 (勲一等宝冠章) | 영전제도의 개정에 따라 훈등 표시는 폐지되어 ‘보관៛៛장’의 방식으로 개칭 |
| 보관모란장 (宝冠牡丹章) | 훈이등 보관장 (勲二等宝冠章) | 영전제도의 개정에 따라 훈등 표시는 폐지되어 ‘보관៛៛장’의 방식으로 개칭 |
| 보관백접장 (宝冠白蝶章) | 훈삼등 보관장 (勲三等宝冠章) | 영전제도의 개정에 따라 훈등 표시는 폐지되어 ‘보관៛៛장’의 방식으로 개칭 |
| 보관등화장 (宝冠藤花章) | 훈사등 보관장 (勲四等宝冠章) | 영전제도의 개정에 따라 훈등 표시는 폐지되어 ‘보관៛៛장’의 방식으로 개칭 |
| 보관행엽장 (宝冠杏葉章) | 훈오등 보관장 (勲五等宝冠章) | 영전제도의 개정에 따라 훈등 표시는 폐지되어 ‘보관៛៛장’의 방식으로 개칭 |
| 보관파광장 (宝冠波光章) | 훈육등 보관장 (勲六等宝冠章) | 영전제도의 개정에 따라 훈등 표시는 폐지되어 ‘보관៛៛장’의 방식으로 개칭 |
| －                      | 훈칠등 보관장 (勲七等宝冠章) | 영전제도의 개정에 따라 폐지                                            |
| －                      | 훈팔등 보관장 (勲八等宝冠章) | 영전제도의 개정에 따라 폐지                                            |